# Wahlkreis Ravenna (Camera dei deputati)
Der Wahlkreis Ravenna ist seit 2017 ein Wahlkreis (italienisch collegio elettorale) für die Wahl der Abgeordnetenkammer.

## Von 2017 bis 2020

### Wahlkreisgebiet
Der Wahlkreis umfasste  Gemeinden:

### Wahlergebnisse

#### Parlamentswahl 2018
| Kandidaten               | Kandidaten               | Stimmen | %    | Listen                                      | Stimmen | %    |
| ------------------------ | ------------------------ | ------- | ---- | ------------------------------------------- | ------- | ---- |
|                          | Alberto Paganigewählt    | 55.151  | 32,6 | Partito Democratico                         | 48.732  | 28,8 |
| +Europa                  | Alberto Paganigewählt    | 55.151  | 32,6 | 4.364                                       | 2,6     |      |
| Italia Europa Insieme    | Alberto Paganigewählt    | 55.151  | 32,6 | 1.276                                       | 0,8     |      |
| Civica Popolare          | Alberto Paganigewählt    | 55.151  | 32,6 | 779                                         | 0,5     |      |
|                          | Samantha Gardin          | 51.686  | 30,5 | Lega                                        | 30.341  | 17,9 |
| Forza Italia             | Samantha Gardin          | 51.686  | 30,5 | 15.548                                      | 9,2     |      |
| Fratelli d’Italia        | Samantha Gardin          | 51.686  | 30,5 | 4.795                                       | 2,8     |      |
| Noi con l’Italia – UDC   | Samantha Gardin          | 51.686  | 30,5 | 1.002                                       | 0,6     |      |
|                          | David Zanforlini         | 47.245  | 27,9 | Movimento 5 Stelle                          | 47.245  | 27,9 |
|                          | Ilaria Morigi            | 7.309   | 4,3  | Liberi e Uguali                             | 7.309   | 4,3  |
|                          | Canzio Giuseppe Visentin | 1.768   | 1,0  | Partito Comunista                           | 1.768   | 1,0  |
|                          | Filippo Cicognani        | 1.585   | 0,9  | Potere al Popolo!                           | 1.585   | 0,9  |
|                          | Paolo Gambi              | 1.534   | 0,9  | Partito Repubblicano Italiano – ALA         | 1.534   | 0,9  |
|                          | Stefano Gardini          | 1.171   | 0,7  | Il Popolo della Famiglia                    | 1.171   | 0,7  |
|                          | Massimiliano Lilliu      | 892     | 0,5  | CasaPound Italia                            | 892     | 0,5  |
|                          | Desideria Raggi          | 722     | 0,4  | Italia agli Italiani (FT – FN)              | 722     | 0,4  |
|                          | Loretta Brasini          | 275     | 0,2  | Per una Sinistra Rivoluzionaria (SCR – PCL) | 275     | 0,2  |
| Gesamt                   | Gesamt                   | 169.338 | 100  |                                             | 169.338 | 100  |
|                          |                          |         |      |                                             |         |      |
| Ungültige Stimmen        | Ungültige Stimmen        | 3.997   | 2,3  |                                             |         |      |
| Wähler                   | Wähler                   | 173.335 | 79,0 |                                             |         |      |
| Wahlberechtigte          | Wahlberechtigte          | 219.475 |      |                                             |         |      |
|                          |                          |         |      |                                             |         |      |
| Quelle: Innenministerium |                          |         |      |                                             |         |      |

## Seit 2020

### Wahlkreisgebiet
| Wahlkreise – Camera dei deputati – Emilia-Romagna | Wahlkreise – Camera dei deputati – Emilia-Romagna | Wahlkreise – Camera dei deputati – Emilia-Romagna                          |
| Provinz                                           | Provinz                                           | Gemeinden nach Provinzen ⮞ Wahlkreis                                       |
| ------------------------------------------------- | ------------------------------------------------- | -------------------------------------------------------------------------- |
|                                                   | Metropolitanstadt Bologna (55 Gemeinden)          | 1 ⮞ Wahlkreis Bologna 32 ⮞ Wahlkreis Imola 22 ⮞ Wahlkreis Carpi            |
|                                                   | Provinz Ferrara (21 Gemeinden)                    | alle ⮞ Wahlkreis Ferrara                                                   |
|                                                   | Provinz Forlì-Cesena (30 Gemeinden)               | alle ⮞ Wahlkreis Forlì                                                     |
|                                                   | Provinz Modena (47 Gemeinden)                     | 28 ⮞ Wahlkreis Modena 12 ⮞ Wahlkreis Carpi 7 ⮞ Wahlkreis Imola             |
|                                                   | Provinz Parma (44 Gemeinden)                      | 36 ⮞ Wahlkreis Parma 8 ⮞ Wahlkreis Piacenza                                |
|                                                   | Provinz Piacenza (46 Gemeinden)                   | alle ⮞ Wahlkreis Piacenza                                                  |
|                                                   | Provinz Ravenna (18 Gemeinden)                    | alle ⮞ Wahlkreis Ravenna                                                   |
|                                                   | Provinz Reggio Emilia (42 Gemeinden)              | 37 ⮞ Wahlkreis Reggio nell’Emilia 3 ⮞ Wahlkreis Modena 2 ⮞ Wahlkreis Parma |
|                                                   | Provinz Rimini (27 Gemeinden)                     | alle ⮞ Wahlkreis Rimini                                                    |

Der Wahlkreis umfasst alle 18 Gemeinden der Provinz Ravenna.

### Wahlergebnisse

#### Parlamentswahl 2022
| Kandidaten                          | Kandidaten                 | Stimmen | %    | Listen                                                  | Stimmen | %    |
| ----------------------------------- | -------------------------- | ------- | ---- | ------------------------------------------------------- | ------- | ---- |
|                                     | Alice Buonguerrierigewählt | 75.602  | 37,3 | Fratelli d’Italia                                       | 48.740  | 24,1 |
| Lega per Salvini Premier            | Alice Buonguerrierigewählt | 75.602  | 37,3 | 14.849                                                  | 7,3     |      |
| Forza Italia                        | Alice Buonguerrierigewählt | 75.602  | 37,3 | 10.846                                                  | 5,4     |      |
| Noi Moderati                        | Alice Buonguerrierigewählt | 75.602  | 37,3 | 1.167                                                   | 0,6     |      |
|                                     | Ouidad Bakkali             | 75.550  | 37,3 | Partito Democratico – Italia Democratica e Progressista | 60.594  | 29,9 |
| Alleanza Verdi e Sinistra           | Ouidad Bakkali             | 75.550  | 37,3 | 7.566                                                   | 3,7     |      |
| +Europa                             | Ouidad Bakkali             | 75.550  | 37,3 | 6.676                                                   | 3,3     |      |
| Impegno Civico – Centro Democratico | Ouidad Bakkali             | 75.550  | 37,3 | 714                                                     | 0,4     |      |
|                                     | Marta Rossi                | 19.148  | 9,5  | Movimento 5 Stelle                                      | 19.148  | 9,5  |
|                                     | Chiara Francesconi         | 17.666  | 8,7  | Azione – Italia Viva                                    | 17.666  | 8,7  |
|                                     | Piero Mongelli             | 4.728   | 2,3  | Italexit per l’Italia                                   | 4.728   | 2,3  |
|                                     | Matteo Rossini             | 2.927   | 1,4  | Italia Sovrana e Popolare                               | 2.927   | 1,4  |
|                                     | Donatella Pira             | 2.535   | 1,3  | Vita                                                    | 2.535   | 1,3  |
|                                     | Liliana Salvo              | 2.428   | 1,2  | Unione Popolare                                         | 2.428   | 1,2  |
|                                     | Maria Rosaria Rossi        | 1.467   | 0,7  | Partito Animalista – UCDL – 10 Volte Meglio             | 1.467   | 0,7  |
|                                     | Roberta Bravi              | 353     | 0,2  | Sud chiama Nord                                         | 353     | 0,2  |
|                                     | Lina Macchiavelli          | 153     | 0,1  | Noi di Centro – Europeisti                              | 153     | 0,1  |
| Gesamt                              | Gesamt                     | 202.557 | 100  |                                                         | 202.557 | 100  |
|                                     |                            |         |      |                                                         |         |      |
| Ungültige Stimmen                   | Ungültige Stimmen          | 8.052   | 3,8  |                                                         |         |      |
| Wähler                              | Wähler                     | 210.609 | 72,0 |                                                         |         |      |
| Wahlberechtigte                     | Wahlberechtigte            | 292.498 |      |                                                         |         |      |
|                                     |                            |         |      |                                                         |         |      |
| Quelle: Innenministerium            |                            |         |      |                                                         |         |      |